# 安塔南包-馬南普齊
19°29′6″S 48°34′26″E / 19.48500°S 48.57389°E
安塔南包-馬南普齊，是馬達加斯加的城鎮，位於該國東部，由阿齊那那那區負責管轄，是安塔南包-馬南普齊區的首府，每年平均降雨量2,569毫米，2001年人口10,417。